# Heinrich Meibom
Heinrich Meibom (Lubecca, 29 giugno 1638 – Helmstedt, 26 marzo 1700) è stato un medico tedesco, scopritore delle ghiandole palpebrali che da lui prendono nome.

## Biografia
Figlio di un medico, trascorse l'adolescenza frequentando diverse università del suo paese, trasferendosi infine per approfondire le sue conoscenze prima in Italia, poi in Francia, dove si laureò ad Angers, ed infine Inghilterra. Rientrato in patria divenne docente presso l'Università di Helmstedt, paese dove morì.